# Hypolycaena lochmophila
The Coastal Hairstreak (Hypolycaena lochmophila) là một loài bướm ngày thuộc họ Bướm xanh. Nó được tìm thấy ở lowland forest in bắc KwaZulu-Natal và Malawi (Mlanje và Zomba).
Sải cánh dài 22–28 mm đối với con đực và 23.5–31 mm đối với con cái. Con trưởng thành bay quanh năm with peaks in tháng 11 và tháng 3 or tháng 4.
Ấu trùng ăn Deinbollia oblongifolia.